# Aïn El Orak
Aïn El Orak (în arabă عين العراك) este o comună din provincia El Bayadh, Algeria.
Populația comunei este de 1.424 de locuitori (2008).